# Le Falgoux
Le Falgoux ist eine französische Gemeinde mit 116 Einwohnern (Stand 1. Januar 2022) im Département Cantal in der Region Auvergne-Rhône-Alpes (vor 2016 Auvergne). Sie gehört zum Kanton Riom-ès-Montagnes im Arrondissement Mauriac. Die Einwohner werden Fougouniers genannt.

## Lage
Le Falgoux liegt etwa 29 Kilometer nordnordöstlich von Aurillac.
Nachbargemeinden sind Le Vaulmier im Nordwesten und Norden, Collandres im Norden, Cheylade im Nordosten, Le Claux im Osten, Mandailles-Saint-Julien im Süden, Saint-Projet-de-Salers im Südwesten, Le Fau im Südwesten und Westen, Saint-Paul-de-Salers im Westen sowie Saint-Bonnet-de-Salers im Nordwesten.

## Bevölkerungsentwicklung
| Jahr                       | 1962 | 1968 | 1975 | 1982 | 1990 | 1999 | 2006 | 2011 | 2019 |
| -------------------------- | ---- | ---- | ---- | ---- | ---- | ---- | ---- | ---- | ---- |
| Einwohner                  | 502  | 418  | 350  | 292  | 226  | 193  | 160  | 139  | 117  |
| Quellen: Cassini und INSEE |      |      |      |      |      |      |      |      |      |

## Sehenswürdigkeiten

Kirche Saint-Germain

- Kirche Saint-Germain
- Höhle Cuzer de l’Homme Noir